# 314 a.C.

## Eventos
- Marco Petélio Libão e Caio Sulpício Longo, pela terceira vez, cônsules romanos.[1][2][3]
- Nicodoro, arconte de Atenas.[4][5]
- Estilpo, filósofo de Mégara, discípulo de Euclides de Mégara e mestre de Zenão de Cítio, floresceu por esta época (por volta da 120a olimpíada)[6]
- Segunda Guerra Samnita:
  - Os romanos capturam Sora, pela traição de um desertor.[7]
  - Lucera se rende.[7]
  - Caio Mênio Públio é nomeado ditador para investigar e punir crimes contra o estado, mas é acusado, renuncia, é julgado e absolvido.[7]
- Terceira Guerra dos Diádocos:
  - Aristodemo, general de Antígono, se une aos etólios e declara guerra contra Alexandre, filho de Poliperconte.[7]
  - Dimas rompem com o partido de Cassandro, e são cercados por Alexandre. Alexandre é assassinado por Aléxio, de Sicião, mas sua esposa Cratesípolis assume o comando do exército.[7]
  - Cassandro reúne os acarnânios e luta contra Gláucias, rei dos Ilírios. Os acarnânios são derrotados pelos etólios e mortos, contrariando a promessa de que eles viveriam.[7]
  - Cassandro envia tropas à Cária. Antígono deixa seu filho Demétrio na Síria, com os veteranos de Alexandre, o Grande, e marcha para a Ásia para lutar contra Cassandro.[7]
- Na Sicília, Agrigento e outras cidades declaram guerra contra Agátocles.[7] Agrigento envia uma embaixada a Esparta, pedindo ajuda.[8] Os lacedemônios entregam o comando do exército a Acrótato, filho de Cleômenes, porém ele age com despotismo e é destituído. Agrigento faz acordo com Agátocles.[7]

## Mortes
- Alexandre, filho de Poliperconte, assassinado.[7]